# André Trannoy
Pour les articles homonymes, voir Trannoy.
André Trannoy, né à Paris le 27 août 1907 et mort à Paris le 15 mai 1994, atteint de poliomyélite aux quatre membres à l'âge de dix-huit ans, est le fondateur en avril 1933 de l'Association des paralysés de France (APF) dont il fut président jusqu'en 1979.

## Biographie
André Trannoy met notamment en œuvre un système de « cordées » : réseau d'entraide entre personnes handicapées, leur permettant un soutien et une prise en main collective, en dehors des structures existantes de l'époque.
L'association qu'il a fondée avec quelques autres poliomyélitiques, sera reconnue d'utilité publique en 1945. Elle gère actuellement de nombreux établissements et services médico-éducatifs, au sein de 97 délégations départementales.
André Trannoy, docteur es-lettres et professeur d'Histoire, a par la suite dirigé le centre de la Fondation Ellen Poidatz à Saint-Fargeau-Ponthierry.
La ville de Paris rendra hommage à ce fondateur en donnant son nom en 2003 à la place André-Trannoy du 13e arrondissement de Paris. La place concernée se situe à proximité immédiate du siège de l'APF sis au 17, boulevard Auguste-Blanqui.
André Trannoy a reçu de nombreuses décorations, dans l'ordre de la Légion d'honneur, l'ordre national du Mérite, l'ordre de la Santé Publique, ainsi que le prix Albert-Lasker en 1969.
Il est le grand-père de Patrick Trannoy, conseiller régional du Limousin.

## Distinctions
- Chevalier de l'ordre national du Mérite
- Chevalier de la Légion d'honneur